# رز کوتوله
رز کوتوله(نام علمی: Rosa bridgesii) نام یک گونه از سرده رز است.